# نلی آلن
نلی آلن (انگلیسی: Nellie B. Allen; ۲۳ اکتبر ۱۸۷۴ – ۲۵ دسامبر ۱۹۶۱) معمار منظر و معمار اهل ایالات متحده آمریکا بود.